# Лубош Кубик
Лубош Кубик (Високе Мито, 20. јануар 1964) бивши је чешки фудбалер.

## Каријера
Каријеру је започео у екипи Храдец Кралове 1981. године. Годину дана касније, потписао је уговор са Славијом из Прага. У главном граду је остао све до 1988. године. Године 1989. прешао је у италијанску Фиорентину, где је провео две године. Играо је за француски тим Мец 1991. и потом за Нирнберг у Немачкој од 1993. године. Касније је играо још за ФК Дрновице, Славију Праг, Лазње Бохданеч, Чикаго фајер и Далас берн.
Између 1985. и 1993. године наступао је за репрезентацију Чехословачке, одиграо је 39 утакмица и постигао 10 голова. Био је члан екипе која је учествовала на Светском првенству 1990. у Италији. За репрезентацију Чешке играо је на 17 мечева у периоду између 1994. и 1997. године. Постигао је три гола. Учествовао је на Европском првенству 1996. године у Енглеској, где су освојили сребрну медаљу.
Након завршетка играчке каријере, радио је као фудбалски тренер.

## Успеси

### Репрезентација
Чешка
- Европско првенство друго место: 1996.